# ۲۷ ژوئن
۲۷ ژوئن صد و هفتاد و هشتمین (در سال‌های کبیسه صد و هفتاد و نهمین) روز سال گاه‌شماری میلادی است. ۱۸۷ روز تا پایان سال باقی‌است.

## رویدادها
- ۱۳۵۸ - پس از خروج ونیزی‌ها از منطقه، جمهوری راگوسا به عنوان تحت الحمایه پادشاهی مجارستان در ساحل شرقی دریای آدریاتیک تأسیس شد.
- ۱۹۴۱ - جنگ جهانی دوم: در پی بمباران مواضعی در این کشور، مجارستان به اتحاد جماهیر شوروی اعلان جنگ کرد.
- ۱۹۵۰ - با آغاز جنگ کره هری ترومن، رئیس‌جمهور ایالات متحده به نیروهای کشورش دستور داد تا به صف قوای مدافع کره جنوبی بپیوندند.
- ۱۹۵۴ - اولین نیروگاه اتمی جهان در شهر اوبنینسک در ۱۱۰ کیلومتری جنوب غربی مسکو راه‌اندازی شد.[۱]
- ۱۹۵۷- در یک گزارش پزشکی رابطهٔ بین سیگار کشیدن و سرطان ریه اعلام شد.[۲]
- ۱۹۷۷ - پس از برگزاری یک همه‌پرسی فرانسه استقلال جیبوتی را به رسمیت شناخت.
- ۱۹۸۴ - فرانسه میزبان با پیروزی ۲ بر صفر مقابل اسپانیا قهرمان یورو ۸۴ شد.
- ۲۰۰۷ - تونی بلر، نخست‌وزیر بریتانیا پس از ده سال حاکمیت از مقام خود کناره‌گیری کرد و گوردون براون جانشین او شد.
- ۲۰۰۸ - کره شمالی برج خنک‌کننده رآکتور اتمی یونگ‌بیون را پس از توافق با ایالات متحده به نشانه کنارگذاشتن برنامه‌های مخفیانه اتمی خود تخریب کرد.[۳]

## زادروزها
- ۱۴۶۲ - لوئی دوازدهم، پادشاه فرانسه.
- ۱۸۳۸ - بنکم چاندرا چترجی، نویسنده، شاعر و سیاستمدار اهل هند.
- ۱۸۸۰ - هلن کلر، نویسنده نابینا و ناشنوا و فعال سوسیالیست آمریکایی.
- ۱۸۸۴ - گاستون باشلار، ریاضی‌دان، فیلسوف و شاعر فرانسوی.
- ۱۹۴۱ - کریشتوف کیشلوفسکی، کارگردان و فیلم‌نامه‌نویس اهل لهستان.
- ۱۹۵۱ - جولیا دافی، بازیگر آمریکایی.
- ۱۹۵۵ - ایزابل آجانی، بازیگر اهل فرانسه.
- ۱۹۶۲ - مایکل بال، خواننده انگلیسی.
- ۱۹۶۶ - جی. جی. آبرامز، کارگردان و تهیه کننده اهل آمریکا.
- ۱۹۶۶ - آیگارس کالویتیس، سیاستمدار اهل لتونی.
- ۱۹۷۱ - سرجیو، بازیکن فوتبال اهل برزیل.
- ۱۹۷۵ - توبی مگوایر، بازیگر آمریکایی.
- ۱۹۷۷ - رائول گونزالس بلانکو، بازیکن فوتبال اسپانیایی.
- ۱۹۸۰ - هوگو کامپاینارو، بازیکن فوتبال اهل آرژانتین.
- ۱۹۸۴ - الناز شاکردوست، بازیگر ایرانی.
- ۱۹۸۴ - کلویی کارداشیان، مدل، بازرگان و کارآفرین اهل آمریکا.
- ۱۹۸۵ - نیکو رزبرگ، راننده مسابقات فرمول یک اهل آلمان.
- ۱۹۸۷ - ایندیا د بوفور، بازیگر انگلیسی.
- ۱۹۸۹ - متیو لوئیس، بازیگر انگلیسی.
- ۱۹۹۹ - چندلر ریگز، بازیگر آمریکایی.

## درگذشت‌ها
- ۱۵۷۴ - جورجو وازاری، نقاش، نویسنده و تاریخ‌نگار ایتالیایی.
- ۱۶۵۴ - یوهانس والنتینوس آندره، خدا شناس آلمانی.
- ۱۷۹۴ - ونتسل آنتون، سیاستمدار اهل اتریش.
- ۱۸۷۸ - سیدنی بریز، سیاستمدار و سناتور اهل آمریکا.
- ۱۹۴۴ - میلان هودزا، سیاستمدار و نویسنده اهل اسلواکی.
- ۱۹۶۰ - لاتی داد، تنیس‌باز اهل بریتانیا.
- ۱۹۷۵ - جی آی تیلور، فیزیک‌دان و ریاضی‌دان انگلستانی.
- ۱۹۹۹ - گئورگیوس پاپادوپولوس، سیاستمدار و نخستین رئیس جمهور یونان.
- ۲۰۰۱ - جک لمون، بازیگر اهل آمریکا.
- ۲۰۰۹ - گیل استورم، خواننده آمریکایی.
- ۲۰۱۳ - ستفانو بورجونووو، بازیکن فوتبال اهل ایتالیا.
- ۲۰۱۶ - باد اسپنسر، بازیگر ایتالیایی.
- ۲۰۱۸ - جوزف جکسون، پدر مایکل جکسون.
- ۲۰۲۴ - مارتین مول، هنرپیشه آمریکایی.

## مناسبت ها
- روز استقلال در کشور جیبوتی به مناسبت سالگرد رسیدن به استقلال در سال ۱۹۷۷
- روز افراد دو رگه در کشور برزیل[نیازمند منبع]
- روز اتحاد در کشور تاجیکستان
- روز هلن کلر[۴]